# سنتو (حمام ژاپنی)

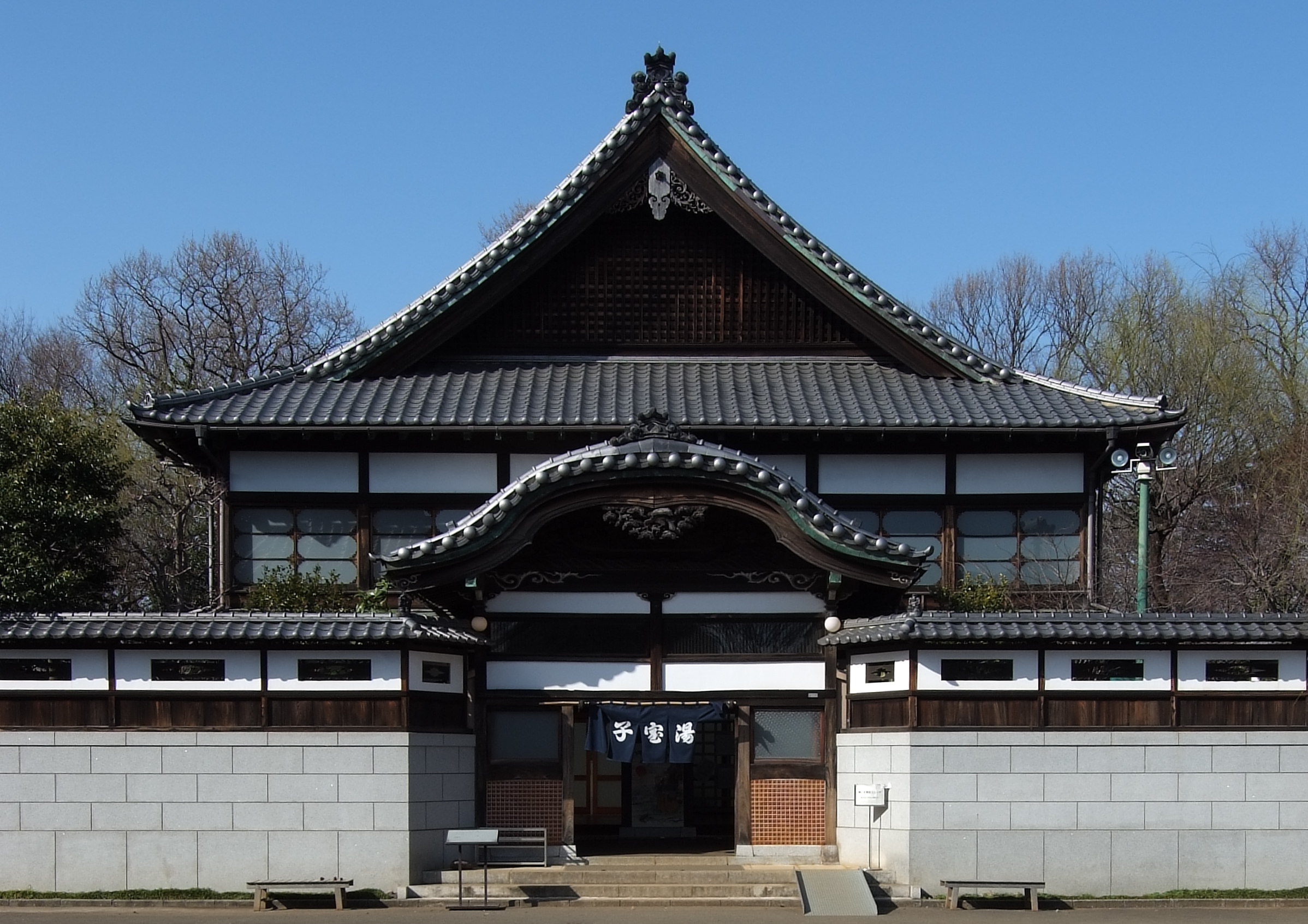
ورود به سنتو در موزه معماری ادو-توکیو

سنتو (به ژاپنی: 銭湯 Sentō)، یک نوع حمام عمومی ژاپنی است که در آن مشتریان هزینه ورودی را پرداخت می‌کنند. به‌طور سنتی این حمام‌ها کاملاً مفید بوده‌اند، با یک مانع بلند که جنسیت‌ها را از هم جدا می‌کند در یک اتاق بزرگ، شیرهای آب در دو طرف ردیف شده، و یک حمام بزرگ برای حمام کنندگان که از قبل خود را شسته‌اند تا در میان دیگران بنشینند. از نیمه دوم قرن بیستم، تعداد این حمام‌های مشترک رو به کاهش بوده است، زیرا اکنون تعداد بیشتری از اقامتگاه‌های ژاپنی دارای حمام هستند. برخی ژاپنی‌ها اهمیت اجتماعی را دررفتن به حمام‌های عمومی می‌یابند، به دلیل این نظریه که نزدیکی/صمیمیت فیزیکی، صمیمیت عاطفی را به همراه دارد، که همراهی برهنه در ژاپنی شبه‌انگلیسی‌گرایی نامیده می‌شود. برخی دیگر به یک سنتو می‌روند زیرا در یک مرکز مسکونی کوچک بدون حمام خصوصی زندگی می‌کنند یا برای لذت بردن از حمام کردن در یک اتاق بزرگ و استراحت در سونا یا حمام با جکوزی که اغلب در سنتوهای جدید یا بازسازی شده وجود دارد.
نوع دیگری از حمام عمومی ژاپنی «اونسن» است که از آب گرم از چشمه آب‌گرم طبیعی استفاده می‌کند. به‌طور کلی کلمه اونسن (چشمه آب‌گرم) به این معنی است که مرکز حمام حداقل یک حمام پر از آب گرم چشمه طبیعی دارد. سنتوها در منطقه کانسای که به چشمه آب گرم دسترسی دارند، اغلب با داشتن «چشمه آب گرم طبیعی» (天然温泉) در جایی روی تابلوی خود متمایز می‌شوند.

## چیدمان و ویژگی‌های معماری

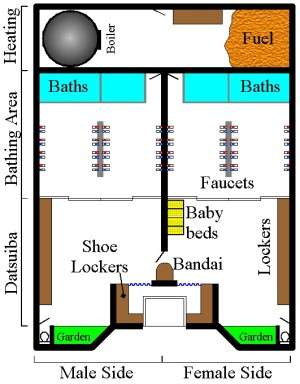
طرح کلی طبقه یک سنتو با پیکربندی "باندای"

### منطقه ورودی
طرح‌بندی‌های مختلفی برای حمام عمومی ژاپنی «سنتو» یا حمام عمومی وجود دارد. با این حال، اکثر «سنتوهای» سنتی بسیار شبیه به طرح نشان داده شده در سمت راست هستند. ورودی از بیرون تا حدودی شبیه به یک معبد است، با یک پرده ژاپنی (暖簾، نورن (پرده)) در سراسر ورودی. پرده معمولاً آبی است و کانجی 湯 یا هیراگانا ゆ (یو، آب گرم) را نشان می‌دهد. بعد از ورودی، محوطه ای با کمدهای کفش و به دنبال آن دو پرده یا در بلند، یکی در هر طرف وجود دارد. اینها به «داتسویجو» (脱衣場، اتاق رختکن)، که به ترتیب برای مردان و زنان «داتسویبا» نیز شناخته می‌شود، منتهی می‌شوند. قسمت مردانه و زنانه بسیار شبیه به هم هستند و فقط اندکی با هم تفاوت دارند.

### رختکن

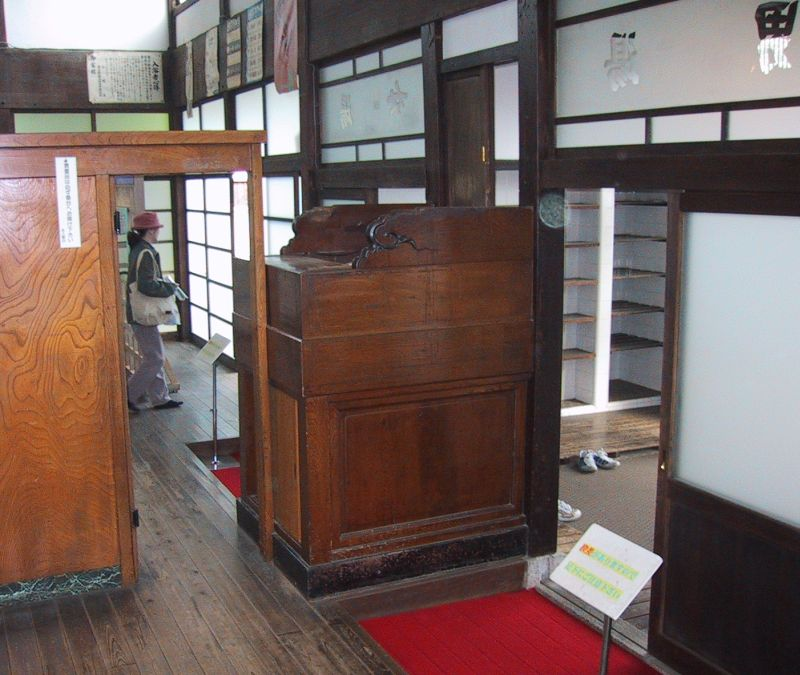
باندای در موزه معماری فضای باز ادو توکیو

یک مرکز حمام عمومی در ژاپن به‌طور معمول دارای یکی از دو نوع ورودی است. یکی از انواع میز جلو، که در آن یک مسئول در یک میز در جلوی ورودی نشسته است، به اختصار به آن " جلو ". نوع ورودی دیگر سبک باندایی است. در توکیو، ۶۶۰ مرکز sentō دارای ورودی از نوع "جلو" هستند، در حالی که تنها ۳۱۵ مورد هنوز ورودی سنتی تر به سبک «باندای» را دارند.
در داخل، بین ورودی‌ها «بندای» (番台) قرار دارد، جایی که یک متصدی که پول جمع می‌کند می‌نشیند. «بندای» یک سکوی مستطیلی یا نعل اسبی با نرده است که معمولاً حدود ۱٫۵ تا ۱٫۸ متر ارتفاع دارد. بالای «بندای» معمولاً یک ساعت بزرگ است. بلافاصله در جلوی «بندای» معمولاً یک در ابزاری قرار دارد که فقط توسط متصدیان استفاده می‌شود. اتاق رختکن تقریباً ۱۰ در ۱۰ متر است، گاهی تا حدی با تاتامی پوشانده شده است و دارای کمدهایی برای لباس است.
سقف بسیار بلند است، حدود ۳ تا ۴ متر. اتاق رختکن نیز اغلب به یک باغ ژاپنی بسیار کوچک با حوض و یک توالت غیر غربی دسترسی دارد. تعدادی میز و صندلی از جمله صندلی‌های ماساژ سکه ای وجود دارد. معمولاً برای اندازه‌گیری وزن و گاهی قد ابزارهایی نیز وجود دارد. کسب و کاران محلی اغلب در «سنتو» تبلیغ می‌کند. طرف خانم‌ها معمولاً چند تخت نوزاد دارد و ممکن است آینه‌های بیشتری داشته باشد. شیر در سنتو از نوشیدنی‌های مورد علاقه سنتی است و گاهی بستنی وجود دارد.

### منطقه حمام

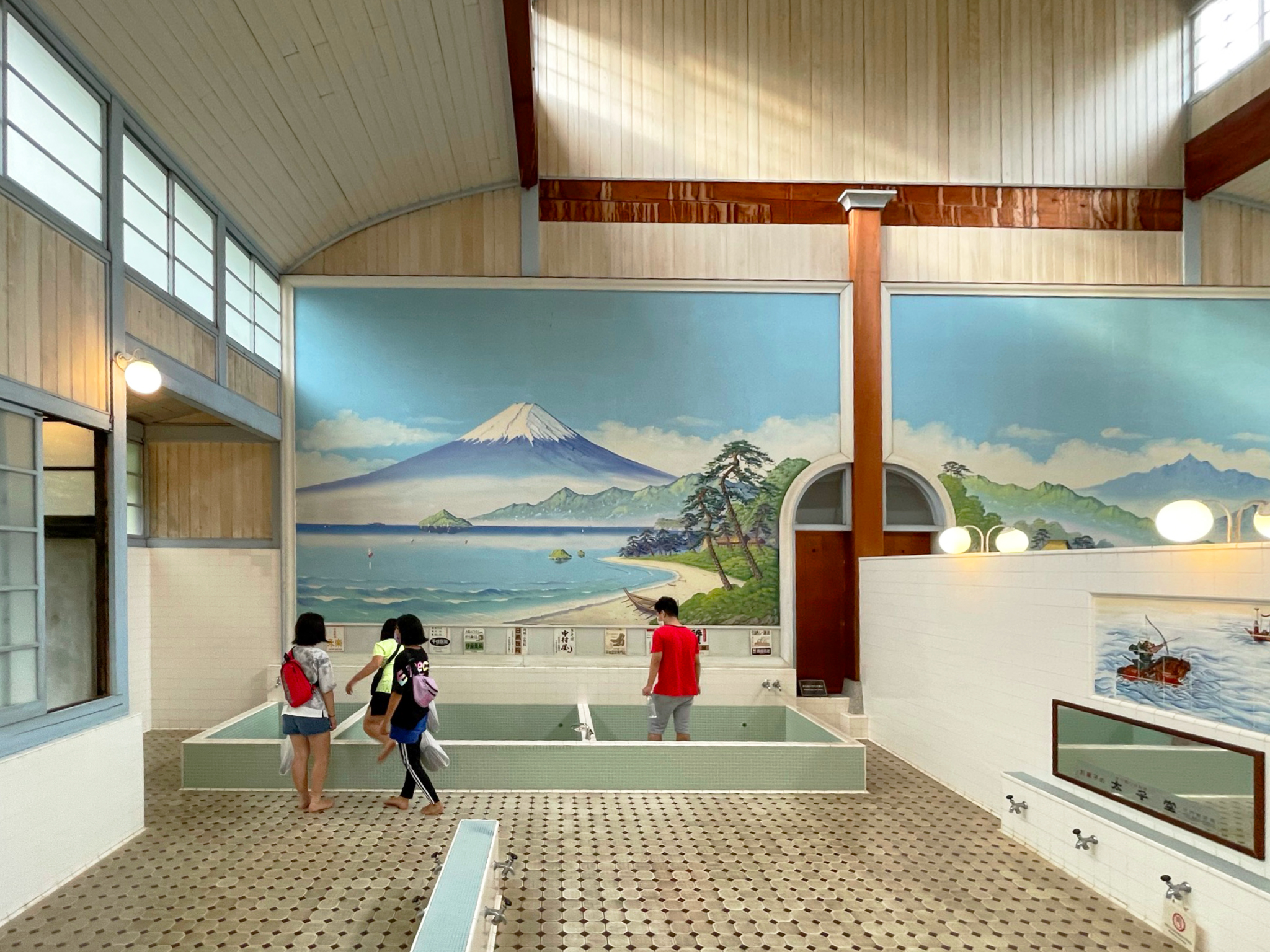
منطقه مردانه

قسمت داخلی حمام با یک در کشویی از قسمت تعویض لباس جدا می‌شود تا گرما را در حمام نگه دارد. مورد استثناء حمام در استان اوکیناوا است که آب و هوای آن گرمتر است و نیازی به نگه داشتن هوای گرم در حمام نیست. سنتو در اوکیناوا معمولاً هیچ جدایی بین اتاق رختکن و منطقه حمام ندارد یا فقط یک دیوار کوچک با دهانه ای برای عبور از آن وجود دارد.
محل استحمام معمولاً کاشی‌کاری شده است. در نزدیکی محوطه ورودی، چهارپایه‌ها و سطل‌های کوچک وجود دارد. تعدادی محل‌های شستشو خصوصی در کنار دیوار و گاهی در وسط اتاق وجود دارد که هر کدام معمولاً دارای دو شیر آب هستند («کاران»، カラン، بعد از زبان هلندی به معنی شیر آب)، یکی برای آب گرم و یکی برای آب سرد و یکی در بالا برای دوش گرفتن. برای دکوراسیون. اغلب این کوه فوجی است، اما ممکن است یک منظره عمومی ژاپنی، یک منظره اروپایی (ساختگی)، یک صحنه رودخانه یا اقیانوس باشد. در موارد نادرتر، ممکن است گروهی از جنگجویان یا یک زن برهنه را در سمت مرد نشان دهد. بازی بچه‌ها یا یک زن زیبا اغلب طرف زنان را تزئین می‌کند. در انتهای اتاق خزینه‌های هستند، معمولاً حداقل دو یا سه خزینه با دمای آب متفاوت.